# Lepisorus
Lepisorus es un género de helechos perteneciente a la familia  Polypodiaceae.

## Taxonomía
Lepisorus fue descrito por (Sm.) Ching y publicado en Bulletin of the Fan Memorial Institute of Biology 4(3): 56–58. 1933. La especie tipo es: Lemmaphyllum spatulatum C. Presl. 

## Especies seleccionadas
- Lepisorus affinis Ching
- Lepisorus albertii (Regel) Ching
- Lepisorus amaurolepidus (Sledge) Bir & Trikha
- Lepisorus angustus Ching
- Lepisorus annuifrons (Makino) Ching
- Lepisorus asterolepis (Baker) Ching
- Lepisorus balteiformis (Brause) Hovenkamp